# Herb Łosic
Herb Łosic – jeden z symboli miasta Łosice i gminy Łosice w postaci herbu.

## Wygląd i symbolika
Herb przedstawia w polu czerwonym tarczy srebrnego biegnącego konia skierowanego w heraldycznie prawą stronę.

## Historia
Wizerunek herbowy nawiązuje do XVIII-wiecznych pieczęci miejskich. Niektóre wydawnictwa przedstawiają godło herbowe jako łasica.